# Luis Ángel Rojo Duque
Luis Ángel Rojo Duque (Madrid, 6 de maig de 1934 - 24 de maig de 2011) va ser un economista espanyol, governador del Banc d'Espanya entre els anys 1992 i 2000.

## Trajectòria
Va estudiar Dret en la Universitat Complutense de Madrid i el 1957 es va llicenciar en ciències econòmiques per la mateixa Universitat. Va ampliar estudis en la London School of Economics. Fou Tècnic Comercial de l'Estat el 1957 i catedràtic de Teoria Econòmica de la Facultat de Ciències Econòmiques de la Universitat Complutense de Madrid, el 1966.
Va ingressar en el Banc d'Espanya el 1971, com a director general d'estudis. El 1988 va ser nomenat Sotsgovernador del Banc fins a juliol 1992, data que ascendeix al càrrec de Governador del Banc, càrrec que exercí fins a juliol de 2000. Des del seu càrrec com a Governador del Banc va ser qui va inaugurar la llei d'autonomia de l'organisme emissor, va intervenir Banesto i també participà activament en la gestació i naixement de l'euro, la moneda única. Va ser vicepresident de l'Institut Monetari Europeu, antecedent del Banc Central Europeu. Des dels seus càrrecs en el Banc d'Espanya fou el dissenyador de la política monetària portada a terme durant molts anys, contribuint a l'enfortiment del sistema financer espanyol.
Luis Ángel Rojo destacà per la seva tasca pedagògica com a professor universitari i com a autor del llibre "Renta, precios y Balanza de Pagos" molt difós a totes les universitats espanyoles. Ha estat considerat com el mestre d'una generació d'economistes espanyols i així l'hi va reconèixer en 2004 el ministre d'economia Pedro Solbes durant un homenatge al professor Rojo a l'Aula Magna de la Facultat d'Econòmiques de la Universitat Complutense de Madrid.
Després de la seva retirada del càrrec de governador del Banc d'Espanya formà part del consell d'administració del Banco de Santander i Corporació Financera Alba. Afeccionat a la pintura, col·laborà amb l'Associació d'amics del Museo del Prado.

## Càrrecs ocupats
- Acadèmic de la Real Academia Española, ocupà la butaca "f". Va llegir el seu discurs d'ingrés l'1 de juny de 2003, el seu discurs va versar sobre la societat madrilenya en l'època de Galdós.
- Acadèmic de nombre de la Reial Acadèmia de Ciències Morals i Polítiques, 1984
- Tresorer de l'Associació Internacional d'Economia. 1983-1986.

## Premis i distincions en el món econòmic
- Premi Rei Joan Carles I d'Economia, al juliol de 1986
- Premi Jaime I d'economia de la Generalitat Valenciana en 2006
- Doctor Honoris causa en Ciències Econòmiques i Empresarials per la Universitat d'Alcalá el 1995
- Doctor Honoris causa per la Universitat d'Alacant el 1998.

## Obres
- Keynes y el pensamiento macroeconómico actual (1965)
- Renta, precios y balanza de pagos (1975)
- Keynes: su tiempo y el nuestro (1984)